# Oděská sovětská republika
Oděská sovětská republika (ukrajinsky Одеська Радянська Республіка, rusky Одесская Советская Республика) byla krátce existující státní útvar na území Chersonské a Besarabské gubernie v období po Velké říjnové socialistické revoluci. Byla vyhlášena 31. ledna 1918 v Oděse koalicí bolševiků, anarchistů a eserů v čele s V. Judovským. Nová vláda prohlásila, že neuznává ukrajinskou sovětskou vládu, ale ruskou sovětskou vládu v Petrohradě. 6. února se od ní oddělila Moldavská demokratická republika. Po svém vzniku vedla Oděská sovětská republika válku proti Rumunsku, Německu a Rakousku-Uhersku. Během března téhož roku byla obsazena nepřátelskými vojsky a zanikla.